# Władysław Dobrzyński (działacz spółdzielczy)

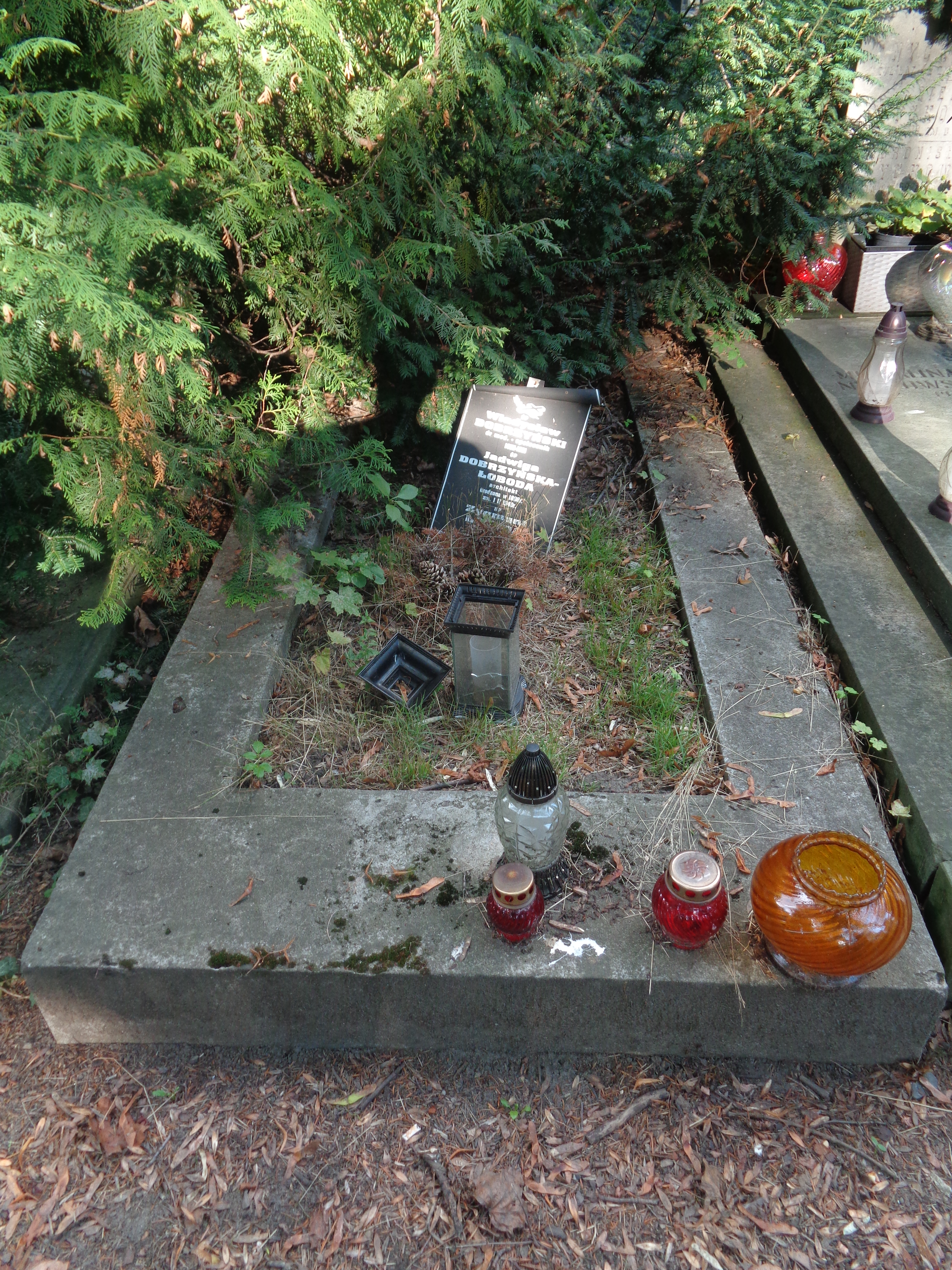
Nagrobek Działacza spółdzielczego Władysława Dorzyńskiego na Cmentarzu Powązkowskim

Władysław Dobrzyński (ur. 1855 w Kowalu, zm. 15 czerwca 1931) – polski lekarz, działacz społeczny zasłużony dla rozwoju polskiej spółdzielczości mieszkaniowej.

## Życiorys
Dobrzyński był z wykształcenia lekarzem, jednak interesował się urbanistyką. Utrzymywał kontakty z Ebenezerem Howardem i starał się rozwijać i upowszechniać w Polsce jego ideę miast-ogrodów. Był autorem licznych opracowań poświęconych miastu i budownictwu mieszkaniowemu. Upowszechniał ideę kooperatyw mieszkaniowych. W 1909 utworzył Delegację ds. Miast Ogrodów przy Warszawskim Towarzystwie Higienicznym. W 1910 zorganizował w Warszawie wystawę pokazującą osiągnięcia w budowie miast ogrodów w innych krajach Europy. W 1929 wszedł do Zarządu Polskiego Towarzystwa Reformy Mieszkaniowej. Pochowany na Starych Powązkach (kw. 190-2-23).

## Publikacje
- O miastach przyszłości: garden cities (1909)
- Zdrowie publiczne, a idea miast-ogrodów (1911)
- Krótki zarys prac delegacyi do sprawy miast-ogrodów przy Warsz. Tow. Hygienicznem ze sprawozdaniem z wystawy miast-ogrodów (1912)
- O gospodarce samorządowej w sprawie mieszkań (1912)
- Postępy idei miast-ogrodów w Anglii i u nas (1914)
- Rozwój idei miast-ogrodów w Królestwie Polskiem (1914)
- Wydziały mieszkaniowe przy zarządach miast, ich zadania i cele (1916)
- Kilka ważnych zadań w związku z reformą mieszkaniową (1916)
- Istota i rozwój idei Howarda (miasto-ogród) (1917)
- Szkic projektu reformy mieszkaniowej (1918)
- Polityka osiedleńczo-mieszkaniowa w zastosowaniu do potrzeb Polski (1919)
- Przyczynek do sprawy odbudowy i organizacji opieki mieszkaniowej (1919)
- Kooperatywy mieszkaniowe: wskazówki praktyczne (1921)
- Współudział sfer społecznych w sanacji mieszkaniowej (1929)
- Opieka mieszkaniowa jako zadanie państwa i samorządów (1929)
- Jak przeciwdziałać zbytniemu skupieniu ludności w miastach wielkich (1930)